# 阿夫伦兹库罗特
阿夫伦兹库罗特是奥地利施蒂利亚州穆尔河畔布鲁克县的一个市镇。总面积16.1平方公里，总人口1008人，人口密度62.6人/平方公里（2001年）。